# Запис Чоловића храст (Дреновац)
Запис Чоловића храст (Дреновац) се налази на парцели чији је власник Чоловић Добрила.

## Локација
| Општина             | Параћин                                                                     |
| Катастарска општина | Дреновац                                                                    |
| Потес               | Гложје                                                                      |
| Координате          | 43° 46′ 05″ С; 21° 24′ 38″ И / 43.768000000000001° С; 21.410599999999999° И |
| Надморска висина    | 130m                                                                        |

## Карактеристике
Дендрометријске вредности утврђене на терену и сателитским снимцима:
| Стабло                     | Храст |
| Висина стабла              | m     |
| Обим дебла                 | m     |
| Пречник крошње             | 26m   |
| Пречник дебла              | m     |
| Висина дебла до прве гране | m     |

## База записа
Запис је у оквиру Викимедија пројекта "Запис - Свето дрво" заведен под редним бројем 0528.